# Kathrin Wahlmann
Kathrin Wahlmann (ur. 4 sierpnia 1977 w Osnabrücku) – niemiecka polityk i prawniczka, działaczka Socjaldemokratycznej Partii Niemiec (SPD), w latach 2013–2017 deputowana do Landtagu Dolnej Saksonii, minister w rządach Dolnej Saksonii.

## Życiorys
W 1997 roku zdała egzamin maturalny. Następnie w latach 1997–2004 studiowała prawo na Uniwersytecie Westfalskim w Münster, równolegle w latach 1997–1999 odbywając specjalistyczne szkolenie z języków obcych w zakresie prawa. W roku akademickim 1999/2000 studiowała również na Uniwersytecie Paris II Panthéon-Assas w ramach semestru zagranicznego. W 2004 roku zdała pierwszy państwowy egzamin prawniczy, po czym w latach 2004–2006 odbyła aplikację prawniczą w okręgu Wyższego Sądu Krajowego w Oldenburgu. W 2006 roku uzyskała drugie państwowe egzaminy prawnicze.
W latach 2007–2010 była asesorem sądowym w okręgu Wyższego Sądu Krajowego w Hamm. Od 2010 roku orzekała jako sędzia w Sądzie Krajowym w Bielefeldzie, z przerwą na czas sprawowania mandatu poselskiego. W latach 2019–2022 pracowała jako sędzia w Sądzie Krajowym w Osnabrücku. W 2020 roku uzyskała stopień doktora nauk prawnych na Uniwersytecie Gottfrieda Wilhelma Leibniza w Hanowerze.
Jest członkinią SPD od 1996 roku. W latach 2007–2022 pełniła funkcję zastępczyni przewodniczącego SPD w powiecie Osnabrück-Land, a od 2008 roku była członkinią zarządu SPD okręgu Weser-Ems. Od 2011 roku była przewodniczącą rady gminy Hasbergen. W latach 2013–2017 zasiadała w Landtagu Dolnej Saksonii.
8 listopada 2022 roku objęła urząd ministra sprawiedliwości Dolnej Saksonii. Od tego samego dnia jest także zastępczym członkiem Bundesratu.